# Patricio González (futbolista)
Patricio Hernán González (Buenos Aires, Argentina; 20 de febrero de 1979) es un exfutbolista argentino que se desempeñaba como volante.

## Clubes
| Club                                | País      | Año             |
| ----------------------------------- | --------- | --------------- |
| Club Atlético Lanús                 | Argentina | 1998-1999       |
| Arsenal Fútbol Club                 | Argentina | 1999-2006       |
| KFC Germinal Beerschot              | Bélgica   | 2006            |
| Barcelona Sporting Club             | Ecuador   | 2007            |
| Defensa y Justicia                  | Argentina | 2008            |
| All Boys                            | Argentina | 2008-2009       |
| Ferrocarril Oeste                   | Argentina | 2009-2011       |
| Club Atlético Temperley             | Argentina | 2011            |
| Atletas - Delegado Juan Pablo Maito | Argentina | 2017 - 2019     |
| R.Sociedad - Copa Chaminade         | Argentina | 2019 - presente |